# Japalura dymondi
Japalura dymondi là một loài thằn lằn trong họ Agamidae. Loài này được Boulenger mô tả khoa học đầu tiên năm 1906.